# Damalis erythrophthalma
Damalis erythrophthalma är en tvåvingeart som beskrevs av Carl Ludwig Doleschall 1858. Damalis erythrophthalma ingår i släktet Damalis och familjen rovflugor. Inga underarter finns listade i Catalogue of Life.